# Thymops birsteini
Thymops birsteini är en kräftdjursart som först beskrevs av Zarenkov och B.B. Semenov 1972.  Thymops birsteini ingår i släktet Thymops och familjen humrar. IUCN kategoriserar arten globalt som livskraftig. Inga underarter finns listade i Catalogue of Life.